# Kammerforst, Thüringen
Kammerforst är en kommun och ort i Unstrut-Hainich-Kreis i förbundslandet Thüringen i Tyskland.
Kommunen ingår i förvaltningsgemenskapen Vogtei tillsammans med kommunerna Oppershausen och Vogtei.